# 松島事件
松島事件（まつしまじけん）は、1884年（明治17年）1月4日に大阪府で起きた陸軍兵士と警察官の乱闘事件。

## 概要
1883年（明治16年）12月31日夜、酔った大阪鎮台の兵士3名が交番を訪ねた際、言葉遣いをめぐって巡査と喧嘩になり、兵士たちは巡査に暴行し、帽子を奪って引き上げた。翌日の1884年（明治17年）1月1日には南区順慶町通で、翌々日の1月2日には東区平野町で兵士と巡査の殴り合いが立て続けに発生し、大阪の陸軍兵士と警察官は一触即発の状態となった。
1月4日、西区松島遊廓に登楼中の兵士が、警邏中の西警察署員に尿をかけたため、署員は兵士を連行した。この兵士を奪還するために陸軍兵士約1400名が押し寄せ、警察側も警察官約600名を動員して、互いに刀剣を振りかざし、乱闘に発展した。鎮圧のため憲兵100余名が出動したが、鎮圧することはできなかった。
この日軍服姿であった予備役陸軍中尉兼大阪府警察部部長（現在の警察本部長）の大浦兼武が馬に乗って現場に駆けつけ、双方の上官として現場を鎮定した。陸軍側に死者2名、重軽傷者40数名、警察側に重軽傷者10数名の被害が出た。
陸軍側は、人数が上回っていたのに負けたのは部長の大浦が軍服姿に変装していたからであると抗議し、警察側は正当防衛であると主張した。

## 小説
この事件をもとに、小説家の津本陽は『明治撃剣会』の一編「隼人の太刀風」を著した。